# St. Petrus und Paulus (Neuhausen auf den Fildern)
Koordinaten: 48° 40′ 57,5″ N, 9° 16′ 44,9″ O
Die im Rundbogenstil errichtete Basilika St. Petrus und Paulus ist die Pfarrkirche der gleichnamigen katholischen Kirchengemeinde in der Gemeinde Neuhausen auf den Fildern. Die Kirchengemeinde ist Teil des Dekanats Esslingen-Nürtingen in der Diözese Rottenburg-Stuttgart. Aufgrund ihrer Größe wird die Kirche volkstümlich auch als Filderdom oder größte Dorfkirche Europas bezeichnet.

## Lage

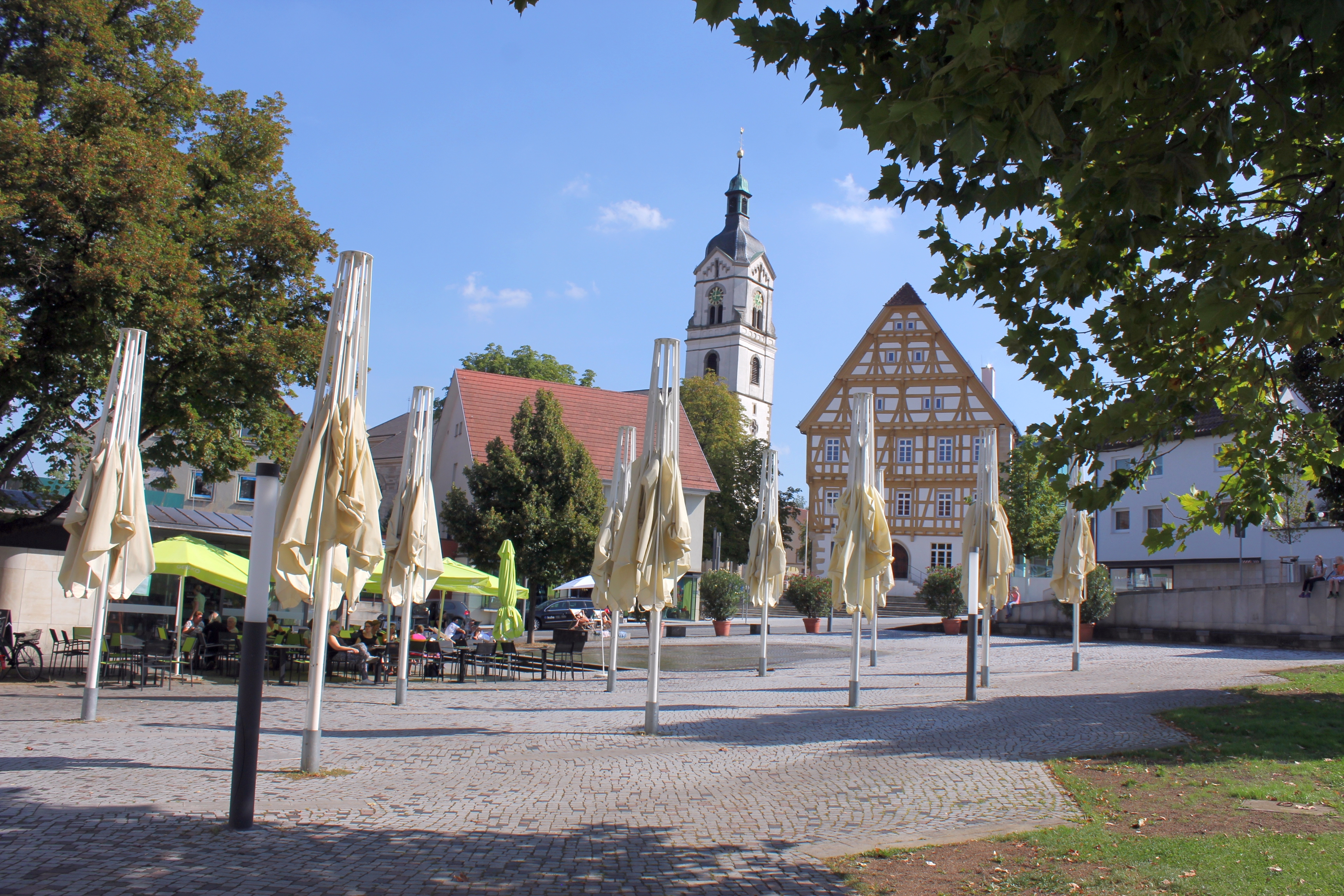
Sicht auf die katholische Pfarrkirche St. Petrus und Paulus Neuhausen vom Schlossplatz aus. Rechts neben dem Turm befindet sich das Alte Schloss

Die Kirche steht am Rande des Kirchplatzes nahe dem Ortskern. Weitere an den Kirchplatz angrenzende Gebäude sind das Obere Schloss und die Schlossscheuer. In der näheren Umgebung der Kirche befindet sich das Pfarrhaus, das Kaplaneihaus St. Lorenz und das Gemeindehaus der Kirchengemeinde.

## Geschichte
Das erste Kirchengebäude an dieser Stelle wurde in der Zeit vor 1330 errichtet. Über Ausstattung und Baustil liegen keine gesicherten Informationen vor. Der Stil war aber vermutlich romanisch.
Der Vorgängerbau der heutigen Pfarrkirche war ein spätgotischer Bau. Die Angaben zum Entstehungsdatum sind widersprüchlich. So gibt die Oberamtsbeschreibung von 1845 das Jahr 1484 an. In Württembergs Kirchliche Kunstalterthümer wird auf das Jahr 1434 verwiesen. Der Abriss erfolgte 1850.
Der Grundstein für die neue Kirche wurde am 7. Oktober 1850 gelegt. Am 24. Dezember 1852 segnete Pfarrer Schott die Kirche. Am Tag darauf wurde das Allerheiligste zurück in die Kirche gebracht. Die eigentliche Kirchweihe fand jedoch erst am 22. Juli 1854 durch Bischof Lipp statt.
Der Turm wurde beim Bau der neuen Kirche vom Vorgängerbau übernommen. Da er jedoch im Verhältnis zu klein war, beschloss man eine Erhöhung des Turmes. 1912 wurde die Erweiterung fertiggestellt. In diesem Zuge wurde ebenfalls ein neues Geläut und eine Turmuhr installiert.
In den Jahren 1960 bis 1966 fand eine grundlegende Renovierung des Kirchengebäudes statt: Die alte Holzempore wurde abgerissen und die heute erhaltene Orgelempore aus Beton errichtet. Eine neue, größere Sakristei wurde südlich des Chorraums gebaut. Der Hochaltar und die neogotische Kanzel wurden entfernt und durch neue Arbeiten ersetzt. Es wurde eine Warmluftheizung eingebaut und der Boden mit Muschelkalkplatten bedeckt.
In den Jahren 2016 und 2017 wurde die Kirche ein weiteres Mal renoviert. Hierbei wurde der vorkonziliare Altarbereich komplett neu gestaltet. Der Altarbereich wurde auf drei Stufen herabgesenkt und Altar sowie Ambo neu geschaffen. Die 1962 eingebaute Kanzel wurde belassen. Die gesamte Kirche wurde mit neuer Ton- und Lichttechnik ausgestattet und die Farbgebung der Wände aufgefrischt.

## Baubeschreibung
Die Kirche ist eine dreischiffige Basilika mit erhöhtem Chorraum, der in einem 5/8-Schluss endet. Der Kirchturm und das Hauptportal schließen die Kirche im Westen ab. Der Kirchenbau ist 55 Meter lang, 25 Meter breit und 16 Meter hoch.

### Außenbau
An der Nordseite des Chores befindet sich die alte Sakristei. Die neue Sakristei schließt an der Südseite des Chores an. Ein Satteldach überspannt alle drei Schiffe. Die Außenwände des Langhauses sowie des Chores bestehen aus unverputztem Dettenhausener Sandstein. Die Fenster weisen Sandsteinrahmungen auf. Nennenswerte Verzierungen im Außenbereich sind der Zackenfries am oberen Ende der Langhauswände, an den beiden Giebeln der Seitenportale, am Chor sowie am westlichen Giebel des Langhauses. An den Ecken des Langhauses befinden sich Lisenen.

## Ausstattung

### Kreuzweg
Der neue Kreuzweg wurde 1984 geweiht. Dieser ersetzte den alten Kreuzweg, welcher in den Sechzigerjahren entfernt wurde. Gestaltet wurde er von Otto Habel. Die Natursteinmosaiken zeigen in zehn Bildern 15 Stationen des Leidens Christi. Eine 16. Station stellt die Verleugnung des Petrus dar.

### Taufbereich
Der Taufbereich befindet sich im vorderen Bereich des linken Seitenschiffs. Das Taufbecken stammt aus der zweiten Hälfte des 19. Jahrhunderts und ist im neo-gotischen Stil gefertigt. Die Wasserschale ist in einen achteckigen Stein eingelassen.
Wie auch den Kreuzweg schuf Otto Habel im Taufbereich ein Mosaik-Kreuz an der vorderen Stirnwand im linken Seitenschiff. Das Werk greift Themen der Taufe auf.
Bei der Renovierung 1960–1962 wurden barocke Figuren des Hl. Franziskus und der Hl. Klara in den Taufbereich integriert.

### Chorbereich
Während der Renovierung 2016/2017 wurde der Chorbereich auf die vorkonziliare Höhe von drei Stufen abgesenkt. Die Treppenanlage wurde weiter in das Kircheninnere gezogen und spiegelt nun die Form der Apsis. Auch der Altar wurde näher an die Gemeinde gerückt. So entstand die sogenannte Werktagskapelle, in der nun kleinere Gottesdienste stattfinden. Der Chorbereich verfügt hierzu über eine flexible Bestuhlung. Wie auch Altar und Ambo besteht der Bodenbelag aus Kelheimer Kalkstein. Die Spiegel-Orgel befindet sich seit der letzten Renovierung ebenfalls im Altarbereich.

#### Hauptaltar

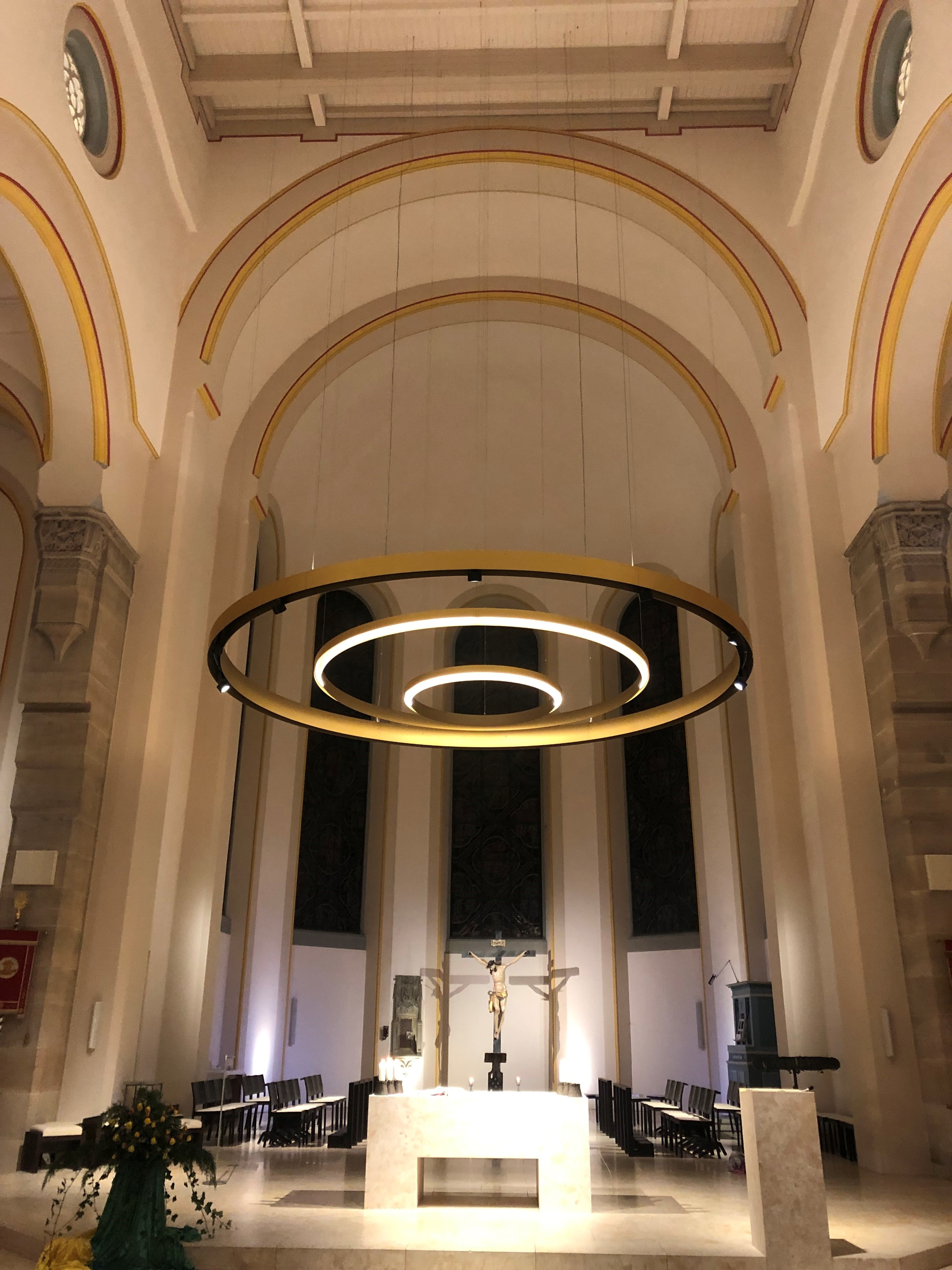
Altarraum mit neuem Beleuchtungskonzept (seit 2017)

Den neuen Hauptaltar schuf der Künstler Herbert Lankl aus Bärnau. Geliefert wurde er im Dezember 2016. Am 17. Juni 2017 wurde er durch Bischof Gebhard Fürst geweiht. Während der Zeremonie wurden die Reliquien der Märtyrer Maximus, Victor und Clementia unter dem Altar beigesetzt. Der Entwurf ging aus einem Künstlerwettbewerb mit zwei weiteren Mitbewerbern als Sieger hervor. Der Altar hat die Form eines Tisches und wurde aus Kelheimer Kalkstein gefertigt. Auch der neue Ambo wurde aus diesem Stein gehauen.

#### Tabernakel
Der historische Tabernakel wird anhand eines eingemeißelten Datums auf das Jahr 1466 datiert. Das vorhandene Steinmetzzeichen kann keinem Künstler zugeordnet werden. Der Tabernakel befand sich bereits in der Vorgängerkirche.

### Marienaltar
Der Marienaltar ist kein geweihter Altar, wird im allgemeinen Sprachgebrauch jedoch als solcher bezeichnet. Er besteht aus Muschelkalk und befindet sich im rechten Seitenschiff. Auf einem Steinquader steht eine steinerne Madonnenstatue aus der Zeit um 1500.

### Kanzel
Die Kanzel wurde von dem Salzburger Künstler Toni Schneider-Manzell geschaffen. Dabei handelte es sich jedoch nicht um eine Auftragsarbeit. Zuvor war sie auf der Salzburger Biennale ausgestellt.
Der Bronzeguss windet sich um die vordere Säule auf der linken Seite des Kirchenschiffs. Sie wird von einer Stahlkonstruktion getragen und berührt die Säule nicht. Verziert ist die Kanzel mit biblischen Darstellungen. Neben Jesus Christus sind auch die Heiligen Petrus und Paulus, die Patrone der Pfarrkirche abgebildet.

### Fenster
Im Zuge der Renovierung in den 1960ern wurden 1961 die mittleren drei Fenster im Chorraum eingebaut. 1963 folgte die Verglasung der beiden seitlichen Fenster im selben Stil sowie die Farbverglasung der Fenster in den Seitenschiffen.
Das mittlere Chorfenster, genannt Christusfenster, zeigt Szenen mit Bezug zu Jesus Christus.
Flankiert wird das zentrale Fenster vom Petrusfenster auf der linken und dem Paulusfenster auf der rechten Seite. Diese Fenster zeigen wiederum Szenen über die beiden Kirchenpatrone der Pfarrkirche.

### Apostel-Figuren
1856 fertigte der Kunstmaler und -schnitzer J. Sayer aus Rottweil die Figuren der Apostel Petrus und Paulus. In den Jahren danach folgten die restlichen zehn Apostelfiguren. Die Figuren bestehen aus Holz und waren ursprünglich vergoldet und bemalt. Später wurden diese Verzierungen jedoch entfernt.
Die Apostel werden mit langen Gewändern und Attributen dargestellt.
Erst 1993 wurden die Namen der Apostel an die Steinsockel angebracht, sodass nun eine Zuordnung möglich war. Bemerkenswert ist hierbei, dass die ursprünglich als Paulus geschaffene Figur zwischenzeitlich den Heiligen Thaddäus darstellte. Erklären lässt es sich dadurch, dass durch diese Umbenennung nun der eigentliche Kreis der 12 Apostel nach der Wahl von Matthias dargestellt wird. Mittlerweile ist die Paulus-Figur wieder als solche benannt.

### St. Nepomuk
Die Nepomuk-Statue im hinteren Bereich des rechten Seitenschiffs stammt aus der Barockzeit und stand bis 1964 an der wenige hundert Meter von der Kirche entfernten Brücke über den Fleinsbach. Wann die Statue dort aufgestellt wurde, ist unbekannt. 1964 wurde sie wegen Sanierungsarbeiten an der Brücke im seitlichen Treppenaufgang zur Orgelempore für die Öffentlichkeit unzugänglich aufbewahrt. Die durch Witterungs- und Umwelteinflüsse stark beschädigte Figur konnte durch eine Spende restauriert werden.
2001 wurde die Originalstatue im hinteren Bereich der Pfarrkirche aufgestellt. Ein Abguss steht seitdem erneut am alten Platz auf der Brücke.
Johannes Nepomuk gilt als Brückenheiliger und wird in Chorherrentracht mit Kreuz und Märtyrerpalme dargestellt. Über seinem Haupt ist ein Heiligenschein mit fünf Sternen zu sehen. Sie werden als die fünf Buchstaben des lateinischen Wortes tacui („ich schwieg“) gedeutet.

## Orgeln
In der Kirche befinden sich zwei Orgeln: Eine Orgel Opus 126, II/32 Register des Ludwigsburger Orgelbauers Eberhard Friedrich Walcker aus dem Jahr 1854 und ein Orgelpositiv von 1762 des Orgelbauers Hieronymus Spiegel aus Rottenburg am Neckar.
Schon im Vorgängerbau befand sich eine barocke Orgel mit einem Manual, zwölf Registern und Pedal. Während der Abrissarbeiten wurde diese ausgebaut. Für die neue Kirche wurde 1854 eine neue Orgel angefertigt. Diese wurde 2005 durch die Firma Eule Orgelbau restauriert und wieder dem Originalinstrument angeglichen.
Die Chororgel von 1762 mit sechs Registern wurde 1977 durch die Firma Orgelbau Friedrich Weigle saniert, wobei die alten Pfeifen ersetzt, aber aufbewahrt wurden. Auch dieses Instrument sanierte Orgelbau Eule 2005 und baute die alten Pfeifen wieder ein, so dass die Orgel wieder den ursprünglichen Klang wiedergibt.

## Glocken
Das aktuelle Geläut besteht aus sechs Glocken mit der Tonfolge c'-es'-f'-as'-b'-c". Diese entspricht der Tonfolge in der Abteikirche der Erzabtei Beuron.
Die damals noch relativ neuen Glocken wurden 1942 zu Kriegszwecken abgenommen. Lediglich die alte F-Glocke wurde belassen. Bald nach dem Kriegsende wurde die Wiederaufstockung des Glockenbestands diskutiert. 1947 wurde dank einer Einzelstiftung die sogenannte Totenglocke (C'') angeschafft.
Im Oktober 1950 wurden drei weitere Glocken (Es', As' und B') geweiht. Finanziert wurden sie aus gesammelten Spenden. Zehn Jahre später wurde die Dreifaltigkeitsglocke (C'), ebenfalls finanziert durch eine Einzelstiftung, geweiht. Damit war das Geläut vervollständigt. Ebenfalls 1960 wurde die Anschaffung einer elektrischen Läuteanlage beschlossen. Zuvor musste noch per Hand geläutet werden.
| Nr. | Name                    | Gussjahr       | Gießer                                 | Schlagton | Anmerkungen, Inschrift(en) |
| --- | ----------------------- | -------------- | -------------------------------------- | --------- | --- |
| 1   | Dreifaltigkeitsglocke   | 1960           | Glockengießerei Kurtz (Stuttgart)      | c′        | Bild: Heiligste Dreifaltigkeit (Gnadenstuhl) von Bildhauer Retzbach. Inschrift: GLORIA PATRI ET FILIO ET SPIRITUI SANCTO (Ehre sei dem Vater und dem Sohn und dem heiligen Geist) „Meiner Heimatkirche Neuhausen auf den Fildern gestiftet Emilie Friton, geb. 6. Juni 1879“ |
| 2   | Peter- und Paulsglocke  | 1950           | Glockengießerei Kurtz (Stuttgart)      | es'       | Bild: Petrus und Paulus Inschrift: CONSTITUES EOS PRINCIPES SUPER OMNEM TERRAM (Du setztest sie ein als Fürsten über alle Lande) |
| 3   | Zwölf-Uhr-Glocke        | 1440 oder 1450 | Glockengießerei Hans Eger (Reutlingen) | f'        | Inschrift: LUCAS MARCUS IOHANNES MATHEUS ANNO DOMINI MILESIMO |
| 4   | Kriegergedächtnisglocke | 1950           | Glockengießerei Kurtz (Stuttgart)      | as'       | Bild Christusmonogramm Inschrift: DA PACEM DOMINE (Gib Frieden Herr) |
| 5   | Marienglocke            | 1950           | Glockengießerei Kurtz (Stuttgart)      | b'        | Bild: Madonna Inschrift: BENEDICTA ES TU VIRGO MARIA A DOMINE PRAE OMNIBUS MULIERIBUS SUPER TERRAM (Gesegnet bist du Jungfrau Maria, vom Herrn aller Frauen der Erde) |
| 6   | Totenglocke             | 1947           |                                        | c″        | Bild: St. Michael Inschrift: SIGNIFER SANCTUS MICHAEL REPRAESENTET EAS IN LUCAM SANCTAM (St. Michael, Bannerträger, geleite sie ins ewige Licht) |

## Nutzung
Neben regelmäßigen Gottesdiensten finden in der Kirche Konzerte der Reihe Neuhauser Orgelkonzerte und die Konzerte der Kantorei St. Peter und Paul statt.